# Troglodyte ocré
Troglodytes ochraceus
Espèce
Statut de conservation UICN

 LC  : Préoccupation mineure
Le Troglodyte ocré (Troglodytes ochraceus) est une espèce d'oiseau de la famille des Troglodytidae.
Cet oiseau est endémique de la cordillère de Talamanca.